# Внутренние войска МВД Республики Беларусь

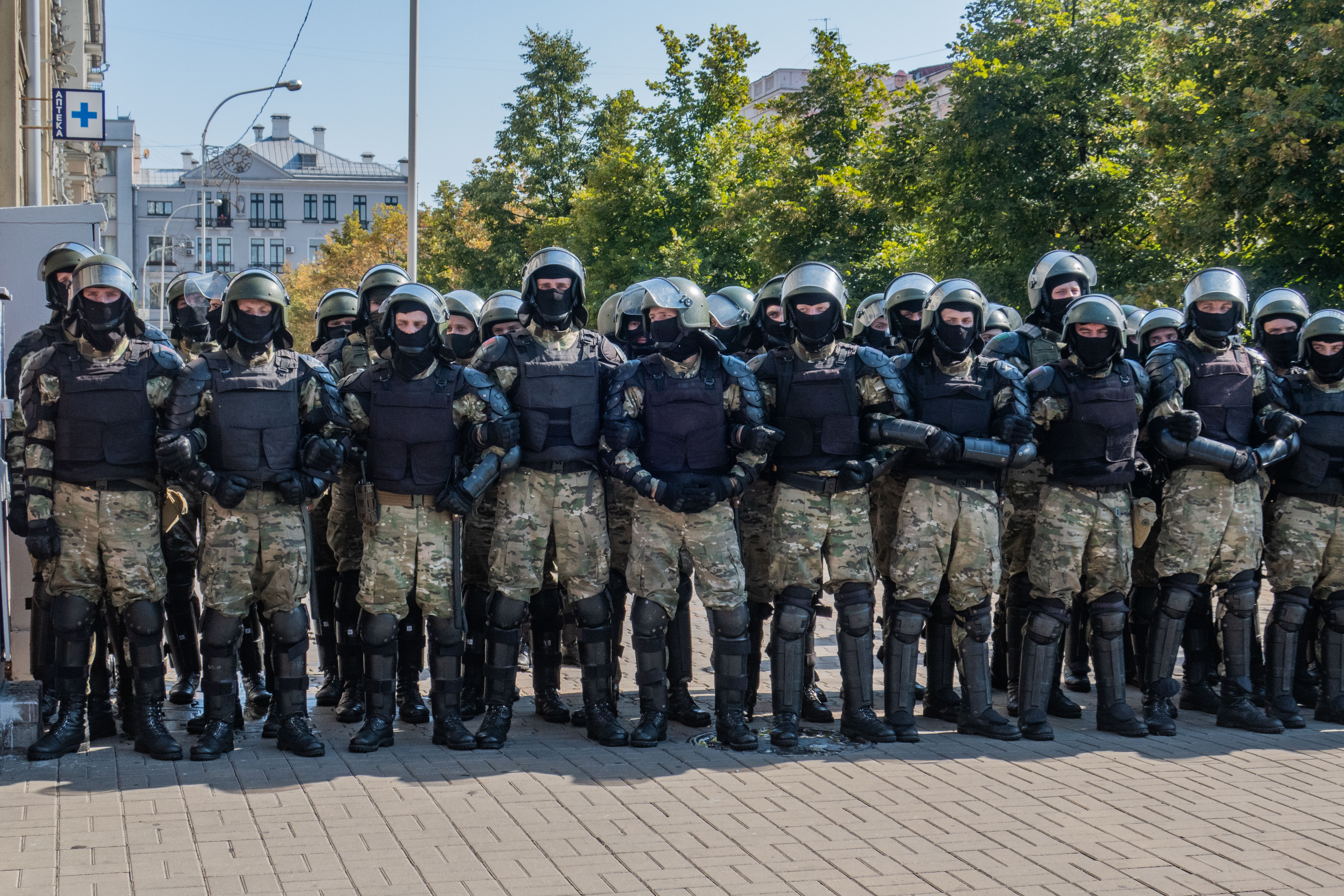
Военнослужащие внутренних войск во время протестов 2020 года. Минск, 30 августа

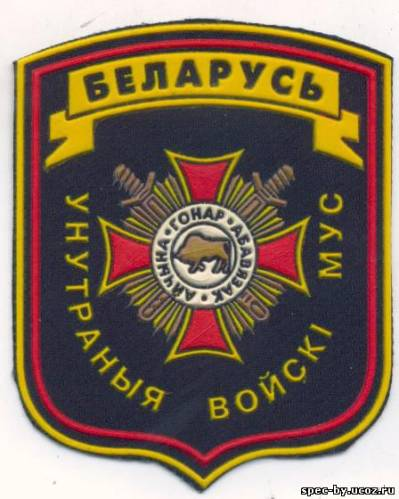
Шеврон Внутренних войск МВД Белоруссии

Внутренние войска Министерства внутренних дел Республики Беларусь (бел. Унутраныя войскі Міністэрства ўнутраных спраў Рэспублікі Беларусь) — государственная военная организация Белоруссии, защищающая права граждан, конституционный строй, безопасность и суверенитет Республики Беларусь от преступных посягательств. Деятельность регулируется Законом от 3 июня 1993 г. № 2341-XII «О внутренних войсках Министерства внутренних дел Республики Беларусь».
Из-за вторжения России на Украину Внутренние войска МВД Республики Беларусь находятся под санкциями всех стран Евросоюза, Канады, США, Швейцарии и Японии.

## История
Как указано на сайте МВД Белоруссии, свою историю внутренние войска ведут от отдельной команды конвойной стражи Витебска, сформированной 18 марта 1918 года. Впоследствии команда была преобразована в 5-й Белорусский конвойный полк. Позднее, как органы внутренних войск МВД, были сформированы части НКВД, а после, на территории БССР, 43-я конвойная дивизия МВД СССР. Все вышеперечисленные подразделения участвовали в гражданской войне в России, Великой Отечественной войне, войне в Афганистане и в ликвидации последствий аварии на Чернобыльской АЭС, а в конце 80-х предотвращали межэтнические конфликты на территории Советского Союза.
После распада СССР из соединений и частей войск, дислоцируемых на территории Беларуси, на базе 43-й конвойной дивизии были созданы внутренние войска Министерства внутренних дел Республики Беларусь.
3 июня 1993 г. был принят Закон Республики Беларусь «О внутренних войсках Министерства внутренних дел Республики Беларусь», начался процесс качественных изменений и реформирования войск. В 1994 г. в состав внутренних войск были включены штабы гражданской обороны. 8 ноября 1995 года Указом Президента Республики Беларусь № 451-38 были утверждены организационная структура и дислокация внутренних войск.
7 мая 1998 года соединениям и частям внутренних войск были вручены Боевые Знамёна нового образца с государственной символикой.
Логическим завершением процесса реформирования войск стало подписание 19 июня 2001 года президентом Александром Лукашенко Указа № 345 «О внесении дополнения в Указ Президента Республики Беларусь от 25 марта 1998 г. № 157». Настоящим указом предусматривается установление 18 марта профессионального праздника внутренних войск — Дня внутренних войск, отмечаемого ежегодно.
22 октября 2001 года был подписан Указ № 601 "Об учреждении нагрудного знака внутренних войск Министерства внутренних дел Республики Беларусь «За самаадданую службу».
В 2003 году Палатой представителей Национального собрания Республики Беларусь принята новая редакция Закона «О внутренних войсках Министерства внутренних дел Республики Беларусь».
18 марта в Республике Беларусь отмечается День внутренних войск.
В 2023 году внутренние войска пополнились новыми спецподразделениями: брестский отряд «Шторм» (на базе войсковой части 5526), гродненский «Тайфун», гомельский «Буран», островецкий «Циклон» (на базе войсковой части 7434), минские «Торнадо» (на базе войсковой части 3310), «Рысь» и «Беркут» (оба на базе войсковой части 3214). Последние два укомплектованы добровольцами и ветеранами. В состав «Торнадо», кроме белорусов, вошли российские «вагнеровцы».

## Задачи

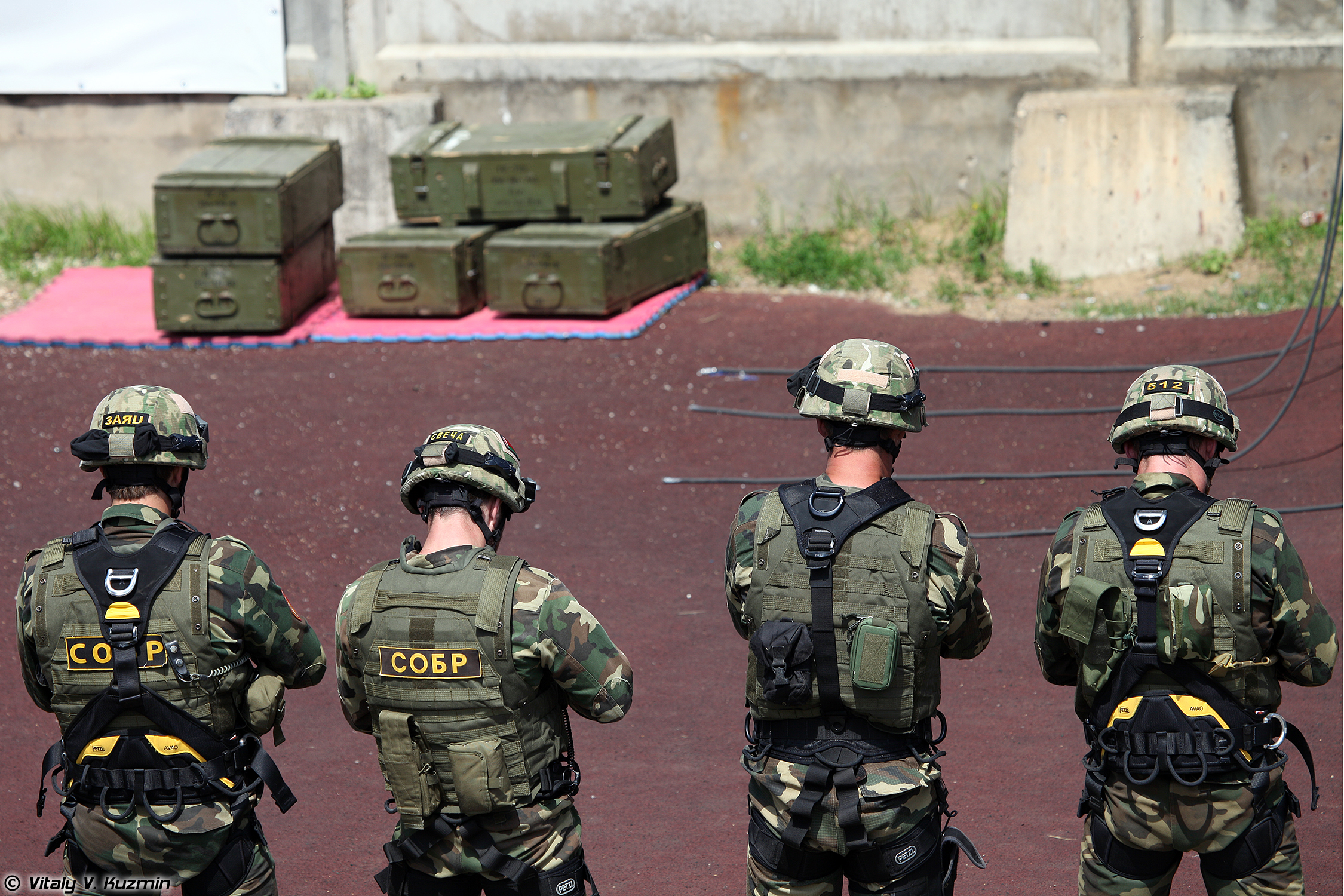
СОБР ВВ МВД Республики Беларусь

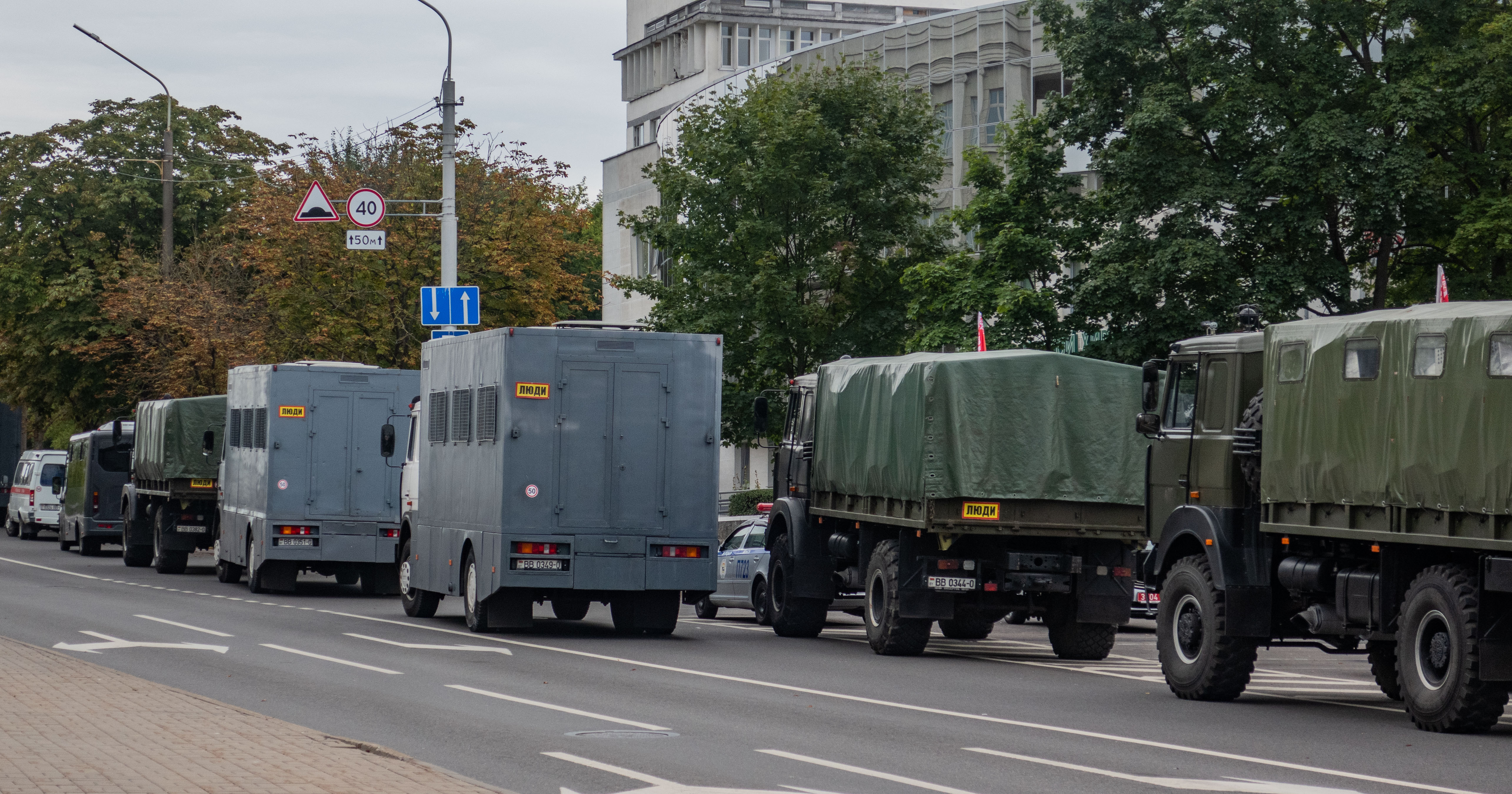
Колонна спецтехники внутренних войск: ведомственная скорая помощь с номерными знаками ВВ-0, микроавтобус и 5 грузовиков

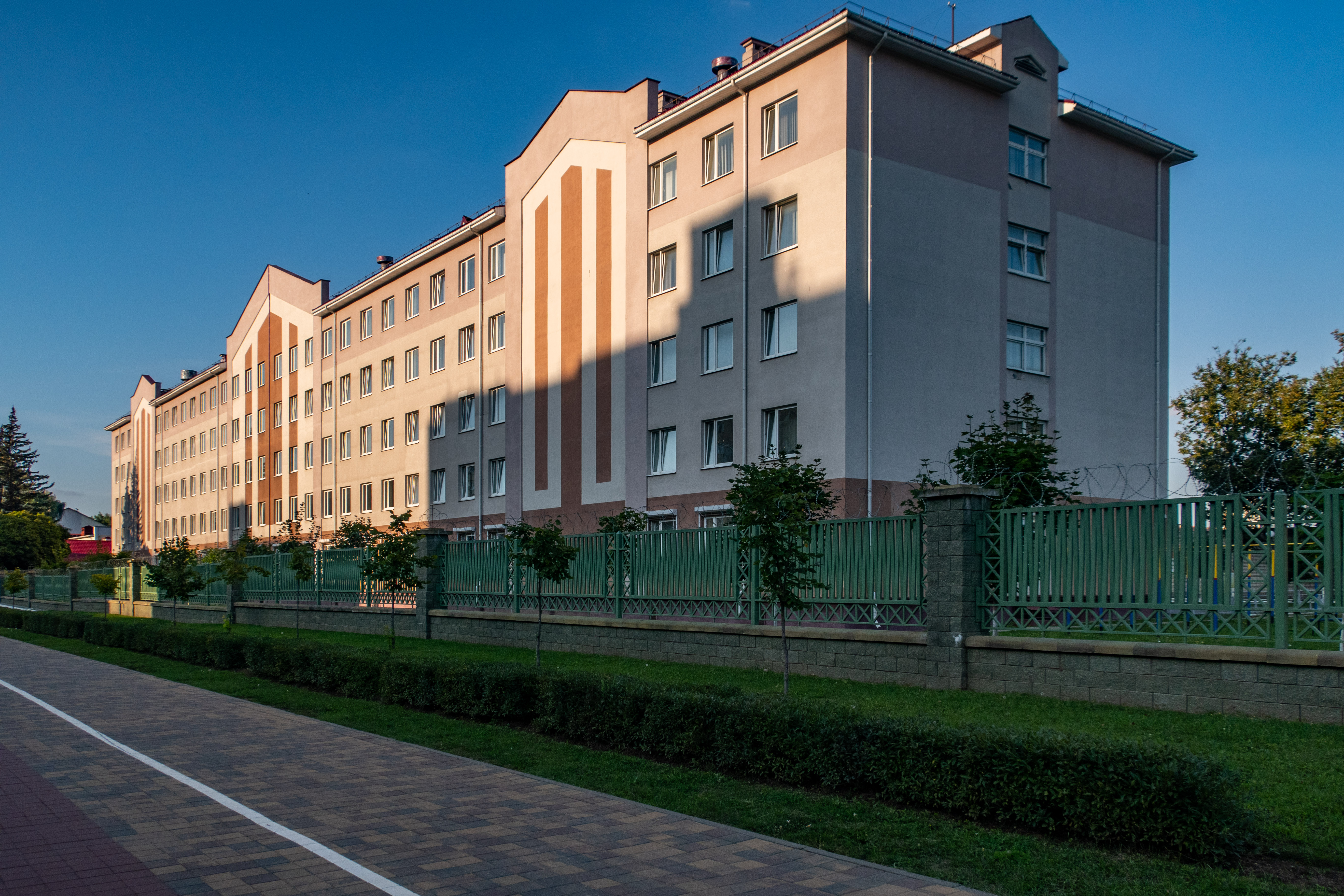
Казармы в/ч 5448 в Минске

На официальном сайте МВД Республики Беларусь перечислены следующие цели и задачи, стоящие перед внутренними войсками:
- оказание содействия органам внутренних дел в охране общественного порядка, в том числе обеспечении общественной безопасности, режимов чрезвычайного и военного положений;
- охрана исправительных колоний, лечебных исправительных учреждений и осуществление совместно с их администрациями надзора за осуждёнными;
- конвоирование и охрана осуждённых и лиц, содержащихся под стражей;
- участие в розыске лиц, совершивших побег из-под охраны и надзора в исправительных учреждениях, от войсковых караулов при конвоировании;
- охрана особо важных государственных объектов и специальных грузов;
- обезвреживание и уничтожение неразорвавшихся авиационных боеприпасов, других неразорвавшихся боеприпасов в населённых пунктах, проведение работ по проверке сообщений об установке взрывных устройств, их обнаружению, обезвреживанию и уничтожению на всей территории Республики Беларусь;
- участие в территориальной обороне Республики Беларусь.

## Состав
Численность войск: 12 тысяч человек. Структура:
- Главное командование ВВ МВД
- 6 Отдельных Специальных Милицейских Бригад (далее — ОСМБр):
  - 1-яя ОСМБр (в/ч 5448) — Минск; отдельный стрелковый батальон (ВЧ 5529) в составе 1-й ОСМБр (Минск)
  - 2-яя ОСМБр (ВЧ 3310) — дер. Околица[бел.] (Минский район); отдельный стрелковый батальон (п. Новоссады[уточнить]); отдельная патрульная рота (Солигорск) в составе 2-й ОСМБр
  - 4-яя ОСМБр (ВЧ 7404) — Барановичи; отдельный милицейский батальон (Гродно, ВЧ 5522); отдельный милицейский батальон (Брест, ВЧ 5526); отдельные стрелковые подразделения
  - 5-яя ОСМБр (ВЧ 6713) — Могилёв; отдельные патрульный батальон (Бобруйск, ВЧ 5527); отдельный стрелковый батальон (п. Вейно)
  - 6-яя ОСМБр (ВЧ 5525) — Гомель; отдельный стрелковый батальон (п. Митьки); отдельные патрульные роты (Светлогорск, Мозырь и Речица)
  - 7-яя ОСМБр (ВЧ 5524) — Витебск; отдельный патрульный батальон (Полоцк, ВЧ 5530); отдельные стрелковые подразделения
- 3-й отдельная Краснознамённая бригада специального назначения[англ.]
  - ВЧ 3214 (Минск) — 3 батальона специального назначения; рота разведки специального назначения; рота обеспечения специальных операций (контрактная служба); рота почетного караула; батальон обеспечения
  - ВЧ 3032 (Минск) — специальный отряд быстрого реагирования
- Отдельный батальон охраны БелАЭС (ВЧ 7434) — г. Островец; Гродненская область

## Командующие
- генерал-лейтенант Платонов, Константин Михайлович (1993—1994)
- генерал-лейтенант Аголец, Валентин Степанович (1994—1995)
- генерал-лейтенант Сиваков, Юрий Леонидович (с 1995 по 1999)
- генерал-майор Жадобин, Юрий Викторович (с 1999 по 2003)
- генерал-майор Гайдукевич, Валерий Владимирович (с 2003 по 2012)
- генерал-майор Караев, Юрий Хаджимуратович (с 2012 по 2019)
- генерал-майор Назаренко, Юрий Геннадьевич (15 октября 2019 — 19 ноября 2020)
- генерал-майор Карпенков, Николай Николаевич (с 19 ноября 2020 по н.в.)

### Начальники штаба
- генерал-майор милиции Хоменко, Сергей Николаевич
- генерал-майор милиции Маткин, Олег Владимирович
- генерал-майор Бурмистров, Игорь Павлович (с 1 февраля 2018)

## Международные санкции
В результате выборов и протестов Белорусии в 2020 году ряд командиров внутренних войск попал под санкции. Так, 2 октября 2020 года в «Чёрный список ЕС» включили командующего ВВ Юрия Назаренко и его заместителя Хазалбека Атабекова, 17 декабря — первого заместителя командующего внутренними войсками — начальника штаба Игоря Бурмистрова, 21 июня 2021 года — нового командующего ВВ Николая Карпенкова. В их отношении также ввели санкции Великобритания и Швейцария. Кроме того, Атабеков, Назаренко и Карпенков были включены в санкционный список Канады и список специально обозначенных граждан и заблокированных лиц США. 21 июня 2021 года под санкции США также попали сами внутренние войска.
На фоне вторжения России на Украину, «в ответ на то, что Белоруссия значительно способствовала и поддерживала вторжение России на Украину, а также поддерживала вооруженные силы России» внутренние войска попали в расширенный список санкций Евросоюза и США, кроме того санкции в отношении внутренних войск ввели Канада, Швейцария и Япония.